# Gitee
Gitee（码云）是开源中国于2013年推出的基于Git的代码托管和协作开发平台，提供中华人民共和国本土化的代码托管服务。
截止 2020 年 5 月，Gitee 已经有 500 万名注册用户和 1000 万个代码仓库，是中国大陆规模最大的代码托管平台。

## 所属公司
Gitee 隶属于深圳奥思网络科技有限公司，位于深圳市南山区粤海街道高新区社区高新南七道011号高新工业村T3栋A栋418，于2011年11月18日在深圳市市场监督管理局登记成立。法定代表人刘冬，公司经营范围包括网络技术开发、网络信息技术开发；在网上从事电子产品软件等。

## 审查
2022年5月18日晚，Gitee宣布所有开源库将先审再上线。
2024年5月1日，应“监管部门”要求，Gitee下线了Pages功能。